# Рамуте Скучайте
Раму́те Скуча́йте (лит. Ramutė Skučaitė; нар. 27 листопада 1931, Паланга) — литовська поетка, драматург, прозаїк, автор творів для дітей; лауреат Національної премії Литви у царині літератури та мистецтва.

## Життєпис
У 1949 репресована окупаційною владою і заслана до Сибіру. В Іркутську навчалася в Інституті іноземних мов, у 1953—1954 працювала у місті Зима.
1956 — повернулася до Литви.
1956—1959 — навчалась у Вільнюському педагогічному інституті, за фахом французька мова і література.
1958—1960 — працювала в редакції вільнюської міської газети „Vakarinės naujienos“ («Вечірні новини»). Пізніше працювала в інформаційному агентстві ELTA (1964—1966), у часописах для дітей „Genys“, „Žvaigždutė“. У 1992 редагував журнал „Ant mamytės kelių“.
Перші вірші опублікував у 1957. 1969 — член Спілки письменників Литви. Жінка поета та перекладача Юозаса Мацявічюса.

## Літературна діяльність
Своїми віршами дебютувала у друку у 1957. Випустила декілька книжок лірики і збірок віршів для дітей, а також п'єс та казок.
Переклала лібрето біля 30 опер та оперет. Перекладає з польської та французької мов. У перекладах Скучайте друкувалися вірші Агнії Барто, та інших письменників з аварської, білоруської, латиської, української, туркменської та інших мов.
У театрах Литви ставилися її п'єси: у Національному драматичному театрі драми — п'єса для дітей „...Vienas sviedinukas man“ (1966), п'єса „...Ir teisė mylėti“ (1967), у Каунаському музичному театрі — п'єси для дітей „Mergytė ieško pasakos“ (1972), „Tegu mergytė šypsosi“ («Нехай дівчинка посміхається», 1973), в Молодіжному театрі Литви — п'єса для дітей „Viens-du-trys“ (1974) та інші. На литовському телебаченні була здійснена постановка телевізійної вистави за п'єсою Скучайте „Mezginių pasaka“ (1968).

## Видання

### Книжки віршів
- Žydintis speigas: eilėraščiai. Vilnius: Vaga, 1965
- Keliai ir pakelės: eilėraščiai. Vilnius: Vaga, 1969
- Pusiausvyra: eilėraščiai. Vilnius: Vaga, 1972
- Apeisim ežerą: eilėraščiai. Vilnius: Vaga, 1977.
- Vijoklis viršum sparno: eilėraščiai. Vilnius: Vaga, 1984
- Taip ir ne: eilėraščiai. Vilnius: Vaga, 1988
- Dar šneka vanduo: eilėraščiai. Vilnius: Vaga, 1981
- Praeiviai be praeities: eilėraščiai. Vilnius: Trys žvaigždutės, 1996
- Tiek turi: eilėraščiai. Vilnius: Trys žvaigždutės, 2006.
- Varinis angelas: eilėraščiai, užrašai. Vilnius: Lietuvos rašytojų sąjungos leidykla, 2006
- Равновесие: Стихи. Пер. с литов. Н. Мальцевой. Москва: Советский писатель, 1980. 127 с.

### Збірки віршів для дітей
- Gėlių gegužinė: eilėraščiai. Vilnius: Vaga, 1969
- Kiškių troleibusai: eilėraščiai. Vilnius: Vaga, 1970
- Kas klausosi lietučio: eilėraščiai. Vilnius: Vaga, 1972
- Susiradom smuiko raktą: eilėraščiai. Vilnius: Vaga, 1980
- Uogelės ant smilgos: eilėraščiai. Vilnius: Vaga, 1982
- Žvangučiai. Vilnius: Vaga, 1984
- Laikrodis be gegutės: eilėraščiai. Vilnius: Vyturys, 1985
- Sukit sukit galveles: eilėraščiai. Kaunas: Šviesa, 1984
- Medžio dovanos: eilėraščiai. Vilnius: Vyturys, 1985
- Neskubėkim ir atspėkim: eilėraščiai. Vilnius: Vyturys, 1987
- Pirmas au priklauso laumei: eiliuoti galvosūkiai. Vilnius: Alka, 1991
- Lopšinė ešeriukui: eilėraščiai vaikams. Vilnius: Vyturys, 1993
- Spalvos ir skaičiukai: eilėraščiai vaikams. Vilnius: Kronta, 1997
- Raidžių namučiai: eilėraščiai vaikams. Vilnius: Kronta, 1997
- Čirkšt virėjas patarėjas: eilėraščiai vaikams. Vilnius: Kronta, 1998
- Laiškas sekmadieniui: eilėraščiai vaikams. Vilnius: Vaga, 1998
- Vaikams vanagams: knygelė skaityti ir mąstyti: eilėraščiai vaikams. Vilnius: Meralas, 1999
- Takelis iš naujo: eilėraščiai vaikams. Vilnius: Lietuvos rašytojų sąjungos leidykla, 2001
- Pasaką skaitau, pasaką piešiu: eilėraščiai vaikams. Vilnius: Gimtasis žodis, 2005
- Aš esu — kas?: eilėraščiai vaikams. Vilnius: Kronta, 2006

### Казки та п'єси
- Klaidų miestas: pasaka. Vilnius: Vaga, 1966
- Septinta kėdė: pjesė. Vilnius: Vaga, 1971
- Mergytė ieško pasakos: 2-jų dalių pjesė. Vilnius: Vaga, 1973

### Переклади з французької
- Valérie LeDu. Vaikų atlasas. Vilnius: Kronta; Tallinn: Avita, 1997
- Sigrit Lilleste, Ester Metsalu. Skaičių sąsiuvinis. Vilnius: Kronta; Tallinn: Avita, 1997
- Charles Perrault. Motulės Žąsies pasakos: senų laikų istorijos ir pasakos. Vilnius: Nieko rimto, 2006

## Нагороди
- Лицарський хрест ордена Великого князя Литовського Гедіміна (1997)
- Премія ЮНЕСКО за книєку „Laiškas sekmadieniui“ на Лейпцизькому книжковому ярмарку (2000)
- Приз Весни поезії за найкращу поетичну книжку для дітей (2007) m. Poezijos pavasario prizas už geriausią poezijos knygą vaikams („Aš esu – kas?“, „Tiek turi“, „Varinis angelas“).
- Національна премія у царині культури та мистецтва (2009)